# آنتوان فورتیر
آنتوان فوروتیِر (به فرانسوی: Antoine Furetière) نویسنده، شاعر و فرهنگ‌نویس قرن هفدهم میلادی اهل فرانسه است.